# 2,4-𫫇唑烷二酮
2,4-𫫇唑烷二酮是化学式 HN(CO)2OCH2的有机化合物。它是白色固体。虽然2,4-𫫇唑烷二酮母体并不重要，但它的衍生物可用作抗癫痫药物。2,4-𫫇唑烷二酮母体可由氯乙酰胺和碳酸氢盐的反应产生。

2,4-𫫇唑烷二酮的衍生物
二甲双酮
依沙双酮
甲乙双酮
三甲双酮